# Herrschaft Riedenburg

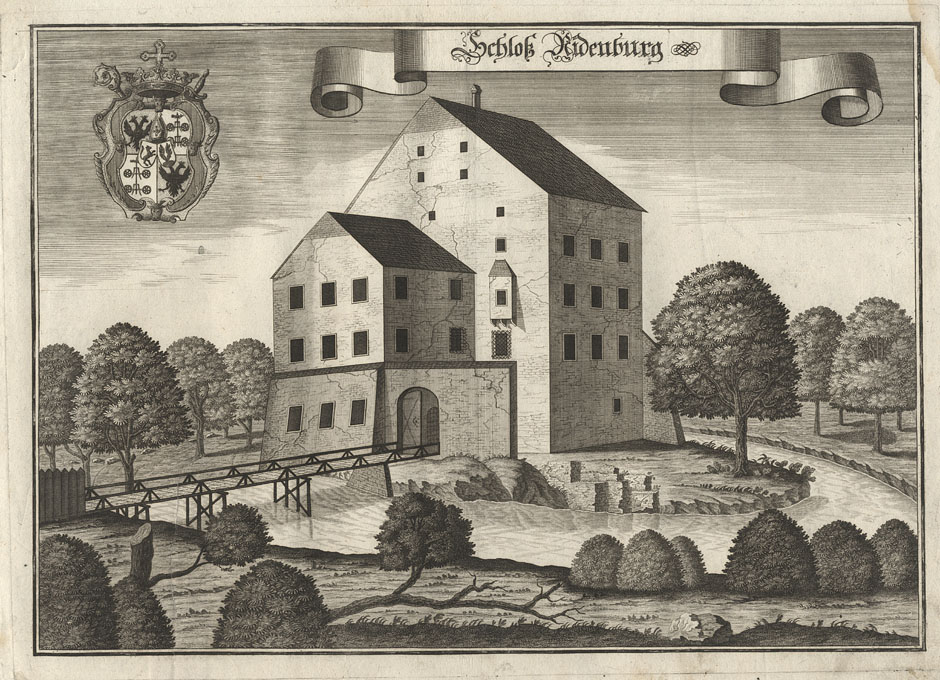
Das zweite Schloss Riedenburg, Sitz der Herrschaft bis 1480. (Kupferstich von Michael Wening)

Die Herrschaft Riedenburg war ein Pfleggericht und Teil des Hochstifts Passau zwischen dem 12. Jahrhundert und 1803. 
Zusammen mit dem am gegenüberliegenden Ufer des Inn gelegenen und ebenfalls passauischen Markt Obernberg am Inn bildete Riedenburg über Jahrhunderte eine wichtige Zollstation. 

## Geographie
Der Herrschaft gehörten neben Riedenburg die Orte Aufhausen, Aufhoven zum stephanischen Aigen (heute Aigen am Inn), Egglfing, Geigen, Hart, Hilling, Irching, Safferstetten, Schambach und Wendlmuth an.
Die Gebiete der ehemaligen Herrschaft gehören heute zum niederbayerischen Landkreis Passau.

## Geschichte
Schloss Riedenburg kam 1193 zum Hochstift Passau als Sitz eines Pfleggerichts. Nachdem die erste Burg 1373 abgebrannt war, wurde die Burg neu erbaut. Ab 1480 war dann Aigen am Inn Sitz der Herrschaft, die allerdings weiterhin den Namen Riedenburg trug.
Nach dem Frieden von Teschen 1779, der die Grenzen des Umlandes veränderte, trat Bischof Leopold Ernst von Passau 1782 Obernberg an Österreich ab. Der Untere Inn, der bis dahin in erster Linie ein Handelsweg gewesen war, wurde damit auch für die Herrschaft Riedenburg zum Grenzfluss. 
Durch den Reichsdeputationshauptschluss wurde die Herrschaft als Teil des Hochstifts Passau am 22. Februar 1803 säkularisiert und kam zum Herzogtum Bayern, welches bereits vorher Ansprüche auf die Herrschaft erhoben hatte.